# Maëlle Ricker
Pour les articles homonymes, voir Ricker.
Maëlle Ricker, née le 2 décembre 1978 à North Vancouver en Colombie-Britannique, est une snowboardeuse canadienne, spécialisée dans les épreuves de snowboardcross. Au cours de sa carrière, elle a notamment remporté une médaille de bronze aux mondiaux 2005 en snowboardcross et le globe de cristal de snowboardcross en 2008, elle compte en coupe du monde seize victoires. Elle a également pris part aux Jeux olympiques de 1998, 2006 et 2010 où elle a été sacrée championne olympique de l'épreuve de snowboardcross, chez elle à Vancouver. En 2013, elle remporte son premier titre de championne du monde à Stoneham et a donc remporté tous les titres au moins une fois (J.O, Winter X Games et Championnats du monde).

## Jeux olympiques de 2006
Considérée comme la grande favorite de l'épreuve de snowboardcross au côté de sa compatriote Dominique Maltais, elle se qualifie pour la finale qui se dispute entre quatre compétitrices. Après s'être élancée dans la finale, elle rate la réception d'un saut en chutant lourdement sur le dos entraînant une commotion cérébrale. Elle est alors héliportée au centre de traumatologie de Turin. Elle termine donc quatrième de l'épreuve olympique. Dominique Maltais, médaillée de bronze, déclare par la suite à propos de Ricker que « C'était sa course et la piste était aussi parfaite pour elle ».

## Palmarès

### Jeux olympiques
| Épreuve / Édition | Snowboardcross | Half-pipe |
| JO 1998 Nagano    |                | 5e        |
| JO 2006 Turin     | 4e             | 23e       |
| JO 2010 Vancouver | Or             |           |

### Championnats du monde
| Épreuve / Édition                  | Snowboardcross | Half-pipe |
| Mondiaux 1997 San Candido          | 4e             | 11e       |
| Mondiaux 2001 Madonna di Campiglio | 8e             | 34e       |
| Mondiaux 2003 Kreischberg          |                | 7e        |
| Mondiaux 2005 Whistler             | Bronze         | 12e       |
| Mondiaux 2007 Arosa                | 5e             |           |
| Mondiaux 2009 Gangwon              | 4e             |           |
| Mondiaux 2011 La Molina            | 4e             |           |
| Mondiaux 2013 Stoneham             | Or             |           |

### Coupe du monde
- 1 gros globe de cristal :
  - Vainqueur du classement général en 2010.
- 2 petits globe de cristal :
  - Vainqueur du classement du snowboardcross en 2008 et en 2010.
- 39 podiums dont 16 victoires en carrière.
- Détail des victoires : 
  - SX de Whistler (11/12/1999)
  - HP de Whistler (12/12/1999)
  - SX de Whistler (13/12/1999)
  - SX de Kronplatz (19/01/2001)
  - HP de Valle Nevado (13/09/2002)
  - SX de Furano (17/02/2007)
  - SX de Valle Nevado (29/09/2007)
  - SX de Sungwoo (15/02/2008)
  - SX de Gujo-Gifu (22/08/2008)
  - SX de Sunday River (28/02/2009)
  - SX de Valmalenco (20/03/2009)
  - SX de Chapelco (12/09/2009)
  - SX de Telluride (19/12/2009)
  - SX de Stoneham (21/01/2010)
  - SX de Stoneham (21/02/2012)
  - SX d Valmalenco (14/03/2012)

 Légende : SX=Snowboardcross, HP=Half-pipe